# Il pianeta del miraggio
Il pianeta del miraggio (Job: A Comedy of Justice) è un romanzo di genere fantastico dello scrittore statunitense Robert A. Heinlein pubblicato nel 1984; la traduzione italiana di Riccardo Valla è stata pubblicata nel 1990 dalla Mondadori.
Il titolo originale è un riferimento al biblico Libro di Giobbe ed al romanzo di James Branch Cabell Jurgen, A Comedy of Justice.
Nel 1985 gli è stato assegnato il Premio Locus per il miglior romanzo fantasy, inoltre è stato tra i finalisti del Premio Nebula in 1984 e del Premio Hugo nel 1985.

## Trama
La storia prende in esame la religione attraverso gli occhi di Alex, un attivista politico cristiano che viene corrotto da Margrethe, una danese di religione norrena hostess su una nave da crociera, della quale si innamora perdutamente.
Sopportando un naufragio, un terremoto e una serie di cambiamenti della realtà causati da Loki, con il beneplacito di Jehovah, Alex e Marga lavorano come lavapiatti e cameriera per pagare il loro viaggio di ritorno dal Messico al Kansas.
Ogni volta che riescono faticosamente a migliorare la soro situazione, un inopportunamente tempestivo passaggio in un'altra realtà alternativa li riporta al punto di partenza: una volta i soldi guadagnati vengono lasciati in un'altra realtà, in un altro caso la carta moneta guadagnata nel Regno del Messico non ha alcun valore in un altro Messico che è una repubblica. Queste disgrazie ricorrenti, chiaramente causate da qualche volontà maligna, portano l'eroe ad identificarsi con il Giobbe biblico.
Lungo la strada essi godono inconsapevolmente dell'ospitalità texana dello stesso Satana, ma quando si avvicinano alla loro destinazione vengono separati dal Rapimento della Chiesa, poiché Margrethe adora Odino e i pagani non vanno in paradiso. Constatando che il premio per la sua fede, l'eternità promessa nel Libro della Rivelazione, non ha alcun valore senza di lei, Alex parte per viaggiare attraverso lo spazio senza tempo, alla ricerca della sua donna perduta fino all'inferno e oltre.

## Collegamenti con altre opere dell'autore
Il romanzo è legato al racconto di Heinlein Loro dal termine "Glaroon" e al suo precedente romanzo La Luna è una severa maestra dai riferimenti alle colonie lunari "Luna City" e "Tycho Sotto".

## Temi
La vivida rappresentazione che Heinlein fa di un paradiso governato da angeli altezzosi e un inferno in cui ognuno passa il tempo in maniera meravigliosa (o per lo meno produttiva) e con Maria Maddalena che fa la spola con disinvoltura tra i due luoghi, è una satira del cristianesimo evangelico americano.
L'opera deve molto a Viaggio in paradiso di Mark Twain.

### Edizioni
- Robert A. Heinlein, Il pianeta del miraggio, collana Altri Mondi, traduzione di Riccardo Valla, n. 20, Arnoldo Mondadori Editore, 1990, ISBN 88-04-33638-2.

### Fonti critiche
- (EN) James Daniel Gifford, The New Heinlein Opus List, in Robert A. Heinlein: A Reader's Companion (PDF), Nitrosyncretic Press, 2000, ISBN 978-0-9679874-1-5. URL consultato il 12 ottobre 2015.